# Ommatius arunachalensis
Ommatius arunachalensis är en tvåvingeart som beskrevs av Joseph och Parui 1983. Ommatius arunachalensis ingår i släktet Ommatius och familjen rovflugor. Inga underarter finns listade i Catalogue of Life.